# QtiPlot
QtiPlot — программное обеспечение для анализа и визуализации научных данных.
Главный разработчик проекта — программист-фрилансер Ион Васильеф (Ion Vasilief). По функциям близка к Origin и SigmaPlot, и используется для их замены в институтах. QtiPlot может использоваться для создания двумерных и трёхмерных графиков, содержит большое количество функций для анализа данных, таких, как аппроксимация кривых. При построении 3D-графиков рендеринг может производиться с использованием OpenGL при помощи библиотеки Qwt3D.
Программу используют для проведения научно-исследовательских работ и подготовке их результатов к публикации.
До 2012 года бесплатно предоставлялся исходный код под лицензией GNU GPL без техподдержки и версия для Linux без поддержки сценариев на Python; версии для Windows и macOS — платные, демоверсии запрещают сохранение проекта и ограничивают время работы 10 минутами. Начиная с версии 0.9.9 исходные коды недоступны, и программа распространяется только по коммерческой лицензии для всех платформ, при этом файлы, сохранённые в версиях 0.9.9 и новее не могут быть открыты предыдущими свободными версиями программы.